# الدحامنة (أولاد ايعيش الشواكر)
الدحامنة هو دُوَّار يقع بجماعة سيدي شيكر، إقليم اليوسفية، جهة مراكش آسفي في المملكة المغربية. ينتمي الدوّار لمشيخة أولاد ايعيش الشواكر التي تضم 24 دوار. يقدر عدد سكانه بـ 446 نسمة حسب الإحصاء الرسمي للسكان والسكنى لسنة 2004.

## روابط خارجية
- البوابة الوطنية للجماعات الترابية
- المندوبية السامية للتخطيط